# Ahldreva andreevi
Ahldreva andreevi är en insektsart som beskrevs av Andrej Vasiljevitj Gorochov 1996. Ahldreva andreevi ingår i släktet Ahldreva och familjen syrsor. Inga underarter finns listade i Catalogue of Life.